# Otto Bauer (Pornodarsteller)
Otto Bauer (* 19. Februar 1965) ist ein US-amerikanischer Pornodarsteller und -regisseur.

## Leben
Otto Bauer ist ein Deutschamerikaner der dritten Generation und wuchs in Texas auf. Er startete seine Karriere im Jahr 1994 und war in mehr als 200 Filmen Darsteller für Studios wie Ninn Worx, Hustler oder Vivid Entertainment Group. Als Regisseur drehte er mehr als 30 Filme. Er war mehr als zehn Jahre lang mit der Darstellerin Audrey Hollander verheiratet. Die beiden haben in mehr als 100 Szenen zusammen vor der Kamera gestanden. Hollander und Bauer besitzen eine Produktionsfirma mit dem Namen Supercore. Im Januar 2008 wurde berichtet, dass Bauer und Hollander einen Exklusivvertrag bei dem europäischen Produktionsstudio Daring Media unterschrieben hätten, bei dem Bauer als Regisseur und Hollander als Exklusivdarstellerin arbeiteten. Im März 2008 wurde bekannt, dass Bauer die Serie Hustler XXX von Pierre Woodman übernimmt. 
2008 trat er mit seiner Frau in dem Dokumentarfilm 9to5 – Days in Porn von Jens Hoffmann auf.

## Filmografie (Auswahl)
- Neo Pornographia
- Squealer
- Morphine
- Catherine
- Sentenced
- Game
- Otto and Audrey Out Of Control (Supercore)

## Auszeichnungen
- 2005: Awards Europeens Du X, Bruxelles – Best German Director
- 2005: Venus Torino Fiera Delta di Vinere – Best International Director
- 2006: AVN Award – Best Anal Sex Scene (Film) in „Sentenced“
- 2006: AVN Award – Best Group Sex Scene (Video) in „Squealer“
- 2006: Venus Paris EuroAwards – Best International Male Performer